# Caltagironea scillina
Caltagironea scillina là một loài ruồi trong họ Tachinidae.